# Agustí Villaronga
Agustí Villaronga Riutort (Palma de Maiorca, 1953 – Barcelona, 22 de janeiro de 2023) foi um cineasta, argumentista e ator espanhol.

## Biografia
Licenciou-se em História da Arte e trabalhou como professor, jornalista e ator, em filmes como El habitante incierto ou Petit Indi, de Marc Recha.
Começou a filmar curtas-metragens em 1973 e em 1979, mudando-se para Barcelona. Goza de grande prestígio[carece de fontes?] no cinema europeu, porque nos seus filmes faz incursões arriscadas para as emoções e sentimentos do ser humano.
Em 1985 foi galardoado com o Prémio da Semana de Barcelona (em catalão Premi de la Setmana de Barcelona) e em 2001 recebeu o Prémio Nacional de Cinema, concedido pela Generalitat da Catalunha.
Morreu em 22 de janeiro de 2023 em Barcelona devido a um câncer.

## Filmografia
- 1976: Anta mujer
- 1979: Laberint
- 1979: Al mayurka
- 1985: Tras el cristal
- 1988: El Niño de la luna
- 1989: La morta i la primavera, baseado no livro de Mercè Rodoreda[3]
- 1991: Al Andalus (documentário)
- 1995: El Passatger clandestí (telefilme)
- 1997: 99.9
- 2000: El mar
- 2002: Aro Tolbukhin, dins la ment de l'assassí, juntamente com Lydia Zimmermann e Isaac-Pierre Racine
- 2007: Després de la pluja (telefilme)
- 2010: Pa negre

## Prémios e nomeações

### Prémios Goya[4]
| Ano  | Categoria                 | Filme                        | Resultado |
| ---- | ------------------------- | ---------------------------- | --------- |
| 1990 | Melhor realizador         | El niño de la luna           | Nomeado   |
| 1990 | Melhor argumento original | El niño de la luna           | Vencedor  |
| 2011 | Melhor filme              | Pa negre                     | Vencedor  |
| 2011 | Melhor realizador         | Agustí Villaronga (Pa negre) | Vencedor  |
| 2011 | Melhor guião adaptado     | Agustí Villaronga (Pa negre) | Vencedor  |

### Prémios Gaudí
| Ano  | Categoria                     | Filme                        | Resultado |
| ---- | ----------------------------- | ---------------------------- | --------- |
| 2011 | Melhor filme em língua catalã | Pa negre                     | Vencedor  |
| 2011 | Melhor realizador             | Agustí Villaronga (Pa negre) | Vencedor  |
| 2011 | Melhor argumento              | Agustí Villaronga (Pa negre) | Vencedor  |

### Prémios Butaca
| Ano  | Categoria            | Filme               | Resultado |
| ---- | -------------------- | ------------------- | --------- |
| 2000 | Melhor filme catalão | El mar com Kràmpack | Vencedor  |

### Festival de Berlim
| Ano  | Categoria                | Filme  | Resultado |
| ---- | ------------------------ | ------ | --------- |
| 2000 | Prémio Manfred Salzgeber | El mar | Vencedor  |

### Festival de Cannes
| Ano  | Categoria     | Filme              | Resultado |
| ---- | ------------- | ------------------ | --------- |
| 1989 | Palma de Ouro | El niño de la luna | Nomeado   |

### Festival de San Sebastián
| Ano  | Categoria       | Pel·lícula                               | Resultado |
| ---- | --------------- | ---------------------------------------- | --------- |
| 2002 | Concha de Prata | Aro Tolbukhin, dins la ment de l'assassí | Nomeado   |

### Festival Internacional de Cinema da Catalunha
| Ano  | Categoria    | Filme | Resultado |
| ---- | ------------ | ----- | --------- |
| 1997 | Melhor filme | 99.9  | Nomeado   |